# Kamieniec Ząbkowicki (gromada 1968–1972)
Kamieniec Ząbkowicki – dawna gromada, czyli najmniejsza jednostka podziału terytorialnego Polskiej Rzeczypospolitej Ludowej w latach 1954–1972.
Gromady, z gromadzkimi radami narodowymi (GRN) jako organami władzy najniższego stopnia na wsi, funkcjonowały od reformy reorganizującej administrację wiejską przeprowadzonej jesienią 1954 do momentu ich zniesienia z dniem 1 stycznia 1973, tym samym wypierając organizację gminną w latach 1954–1972.
Gromadę Kamieniec Ząbkowicki z siedzibą GRN w osiedlu Kamieńcu Ząbkowickim (nie wchodzącym w skład gromady) utworzono 1 lipca 1968 w powiecie ząbkowickim w woj. wrocławskim z części obszarów zniesionych gromad: Topola (wsie Błotnica, Sławęcin, Sosnowa, Śrem i Topola) i Niedźwiednik (wieś Starczów) oraz z części obszaru gromady Przyłęk (wieś Suszka) oraz w tymże powiecie. Dla gromady ustalono 22 członków gromadzkiej rady narodowej. 
1 stycznia 1969 do gromady Kamieniec Ząbkowicki włączono miejscowość Byczeń z osiedla Kamieńca Ząbkowickiego w tymże powiecie.
Gromada przetrwała do końca 1972 roku, czyli do kolejnej reformy gminnej. 1 stycznia 1973 w powiecie ząbkowickim reaktywowano zniesioną w 1954 roku gminę Kamieniec Ząbkowicki, w której skład wszedł również pozbawiony praw osiedla Kamieniec Ząbkowicki.